# Vladimir Troshkin
Volodymyr Mykolayovych Troshkin (en ucraniano: Володимир Миколайович Трошкін, en ruso: Владимир Николаевич Трошкин; Yenakiieve, 28 de septiembre de 1947-5 de julio de 2020) fue un futbolista y entrenador ucraniano. Fue internacional por la Unión Soviética y formó parte del Dinamo Kiev que conquistó una Recopa de Europa y una Supercopa de Europa en los años setenta.

## Selección nacional
Troshkin fue internacional en 31 ocasiones para el equipo de fútbol nacional de la Unión Soviética, y participó en la UEFA Euro 1972. Troshkin también ganó una medalla de bronce en fútbol en los Juegos Olímpicos de 1976.

## Palmarés

### Torneos nacionales
| Título           | Club           | País            | Año  |
| ---------------- | -------------- | --------------- | ---- |
| Primera División | Dinamo de Kiev | Unión Soviética | 1971 |
| Primera División | Dinamo de Kiev | Unión Soviética | 1974 |
| Copa             | Dinamo de Kiev | Unión Soviética | 1974 |
| Primera División | Dinamo de Kiev | Unión Soviética | 1975 |
| Primera División | Dinamo de Kiev | Unión Soviética | 1977 |

### Torneos internacionales
| Título              | Club*           | Sede     | Año  |
| ------------------- | --------------- | -------- | ---- |
| Recopa de Europa    | FC Dynamo Kiev  | Basilea  | 1975 |
| Supercopa de Europa | FC Dynamo Kiev  | Kiev     | 1975 |
| Bronce en los JJOO  | Unión Soviética | Montreal | 1976 |